# Орлице
Орлице је насељено место у Босни и Херцеговини у општини Травник. Административно припада Федерацији Босне и Херцеговине, односно њеном Средњобосанском кантону. Према попису становништва из 2013. у насељу није било становника, а већинску популацију пре рата чинили су Срби.

## Становништво
По последњем службеном попису становништва из 2013. године у овом насељу није било становника, а село је пре рата било етнички хомогено са већинском српском популацијом.
| Националност | 2013. | 1991.       | 1981.       | 1971.       |
| Бошњаци      | —     | 0           | 0           | 1 (1,10%)   |
| Хрвати       | —     | 0           | 0           | 1 (1,10%)   |
| Срби         | —     | 41 (100,0%) | 67 (95,71%) | 89 (97,80%) |
| Југословени  | —     | 0           | 3 (4,29%)   | 0           |
| Укупно       | 0     | 41          | 70          | 91          |